# Ton Cornelissen
Pour les articles homonymes, voir Cornelissen.
Antonius Cornelissen, plus connu sous le nom de Ton Cornelissen (né le 24 janvier 1964 à Breda aux Pays-Bas), est un joueur de football néerlandais, qui évoluait au poste d'attaquant.
Il est connu pour avoir terminé meilleur buteur du championnat des Pays-Bas D2 lors de la saison 1990-91 avec 35 buts.
Tandis qu'il joue avec le NAC Breda, il remporte le titre de meilleur joueur de l'Eerste Divisie 1990.

## Palmarès
- NAC Breda
  - Meilleur buteur de l'Eerste Divisie 1990–91 : 35 buts[3]